# 阿拉帕耶夫斯克
阿拉帕耶夫斯克是俄罗斯斯维尔德洛夫斯克州的一个镇，人口约4.4万（2002年）。
1918年7月18日，在得到俄国共产党（布尔什维克）领导人列宁等人许可后，乌拉尔州工农兵代表苏维埃主席团决定处决尼古拉二世。沙皇一家遇害之后的次日，7月17日，罗曼诺夫家族的其余几位成员也在阿拉帕耶夫斯克惨遭杀害。受害者包括伊萬·康斯坦丁諾維奇、小康斯坦丁·康斯坦丁諾維奇、伊戈爾·康斯坦丁諾維奇、弗拉基米爾·帕雷和伊丽莎白·费奥多罗芙娜 。